# Kämpavisa
Kämpavisa är ett samlingsnamn på visor inom genren medeltidsballader. Det centrala motivet i kämpavisorna är, som namnet antyder, en strid mellan ofta övernaturligt starka gestalter, men vissa av de balladtyper som räknas bland kämpavisorna har också ett innehållsrikt narrativ där andra motiv står i centrum. Här överlappar de ofta delgenren riddarvisor. De idag kända visorna finns utgivna av Svenskt visarkiv i band fem, del ett, av den text- och melodikritiska utgåvan Sveriges medeltida ballader. Till kämpavisorna räknas både visor som "Tors hammarhämtning" (SMB 212) med sitt fornnordiska motiv, gåtballaden "Sven Svanevit" (SMB 205) där själva stridsmotivet har fallit bort i många av varianterna, och "Den stridbara jungfrun" (SMB 207), som för ovanlighetens skull har en kvinnlig kämpe i huvudrollen.